# Timothy Carroll (Leichtathlet)
Timothy J. Carroll (* 8. Juli 1888 in Cork, Irland; † 25. Mai 1955 in Marino, Irland) war ein irischer Leichtathlet, der bis 1921 für das Vereinigte Königreich im Hoch- und Dreisprung startete.
Timothy Carroll, im Hauptberuf Polizist, zählte zu den herausragenden irischen Leichtathleten, die für die Polytechnic Harriers London starteten. 1912 wurde er erstmals irischer Meister im Hochsprung. Für das Vereinigte Königreich startete er bei den Olympischen Spielen 1912 in Stockholm. Hier trat er sowohl im Hoch- als auch im Dreisprung an. Im Hochsprungwettbewerb konnte er sich für das Finale qualifizieren, kam dort aber nicht über den neunten Platz hinaus. Im Dreisprung wurde er 19.
1913 wurde Carroll irischer Meister im Dreisprung, im Hochsprung konnte er seinen Titel verteidigen. Im gleichen Jahr sprang er mit 1,956 m (6 ft 5 in) irischen Rekord, der erst 1954 gebrochen werden konnte. 1914 wurde er zum dritten Mal in Folge irischer Hochsprungmeister. Durch den Ausbruch des Ersten Weltkrieges wurden bis 1918 keine Meisterschaften mehr ausgetragen. Erst 1919 konnte Carroll wieder Erfolge feiern. In diesem Jahr wurde er zum vierten Mal irischer Meister im Hochsprung, zudem gelang ihm der Sieg bei den britischen Amateurmeisterschaften. 1920 konnte er wieder seinen irischen Meistertitel verteidigen.
Bei den Olympischen Spielen 1920 im belgischen Antwerpen trat Carroll diesmal nur im Hochsprung an, wieder für das Vereinigte Königreich. Er konnte sich für das Finale qualifizieren und wurde wie schon 1912 Neunter. In der Folge gelangen ihm 1921, 1922 und 1923 drei weitere Titelverteidigungen bei den irischen Meisterschaften im Hochsprung.